# Орлёнок (памятник)
Орлёнок — памятник на Алом поле в Челябинске, открыт 29 октября 1958 в день сорокалетия комсомола. Памятник монументального искусства федерального значения.

## Авторы
- Скульптор — Головницкий Лев Николаевич
- Архитектор — Александров Евгений Викторович

## История создания
Посвящён комсомольцам — героям Октябрьской революции и Гражданской войны на Урале. Построен на средства комсомольцев и молодежи Советского района Челябинска. Молодые челябинцы предложили перевести в монумент широко известную станковую скульптуру Головницкого «Орлёнок», которая экспонировалась на выставках (1957 — Москва, 1958 — Брюссель, 1967 — Монреаль), — обобщенный образ героя Гражданской войны. Став неотъемлемой художественной достопримечательностью города, памятник вошел в число лучших монументальных произведений советской скульптуры. За его создание Головницкий в 1967 году был удостоен премии имени Ленинского комсомола. Памятник «Орлёнок» изображен на наградном знаке, который в 1967—1990 годах вручался лауреатам одноимённой областной премии.

## Описание
Бронзовая фигура памятника высотой 4 метра отлита на заводе «Монументскульптура» в Ленинграде. Постамент облицован полированным красным житомирским гранитом. Образу легендарного героя Гражданской войны автор придал убедительные черты. На мальчишке вещи взрослого человека: папаха с лентой, башлык, шинель до пят, непомерно большие сапоги. Тяжелая военная одежда создает контраст с юным телом и детским лицом, помогая донести до зрителя героико-романтические черты той эпохи. В отличие от прежних вариантов несколько изменен скульптурный силуэт. Он получил законченность, стал более ритмичным, стройным. Изменилась и лепка лица Орлёнка. Оно выглядит более мужественным и внутренне напряжённым, сохраняя вместе с тем черты мальчишеского характера.
По-новому разработано положение рук и ног статуи, в частности открыта левая нога, отчего фигура приобрела большую устойчивость. Одновременно более резкими складками на полах шинели усилено впечатление ветра, обвевающего Орлёнка. Это внесло дополнительные черты революционной романтики и музыкальности в образ героя. Другое решение основания статуи дало возможность приподнять Орлёнка над постаментом. 
Простое монументальное решение невысокого гранитного пьедестала производит впечатление известной строгости и собранности. На пьедестале надпись: «Комсомольцам - героям революции и Гражданской войны на Урале». Ниже на лицевой грани постамента выбиты серп и молот.

## Памятник сегодня[уточнить]
У памятника проходили собрания, митинги, вступали в пионеры. Возле памятника Орлёнку собирается челябинская молодёжь. В 1980-х годах возле него собирались панки, в 1990-х — любители рейва, в 2000-х — рэперы и рокеры. Челябинские спасатели с 2004 года принимают присягу. В 2011 году каждые выходные у памятника проходили турниры по настольному футболу. Турниры были организованы Фабрикой настольного футбола, Уральским кикер-клубом совместно с Управлением по делам молодежи Администрации города Челябинска.
В городе даже существует премия «Орлёнок», её получают лучшие деятели искусства, культуры и науки Челябинской области.